# 신화인터텍
신화인터텍(SHINWHA INTERTEK)은 효성그룹 계열의 대한민국의 디스플레이 소재기업이다. TFT-LCD BLU(Back Light Unit)에 들어가는 필름을 제조한다	본사는 충청남도 천안시 동남구 병천면 매봉로 308에 위치해 있다. 대표이사는 안철흥이다.  해외 사업장은 중국(소주/동관)과 슬로바키아에 소재해 있다

## 역사
2012년 12월 28일 최대주주가 오성엘에스티에서 효성으로 변경되었다.

## 같이 보기
- 효성 (기업)

## 참고 문헌
1. ↑  김보겸, 신화인터텍, 작년 영업손실 155억…전년比 460%↓, 이데일리, 2024.02.01
2. ↑  효성 신화인터텍, 이차전지 절연테이프 양산 성공, 스트레이트뉴스, 2024.02.22
3. ↑  신화인터텍, 디스플레이 넘어 이차전지 소재까지 사업 확장, 인더스트리뉴스, 2024.02.25
4. ↑  김태성, 대신증권 기업분석-신화인터텍, 2012.04.03
5. ↑  한국IR협의회 기술분석보고서-신화인터텍, 2021.06.24.[깨진 링크(과거 내용 찾기)]
6. ↑  이정, 유진투자증권 기업분석보고서-신화인터텍, 2013년 1월 2일